# Geraldia hirticeps
Geraldia hirticeps är en tvåvingeart som beskrevs av Malloch 1930. Geraldia hirticeps ingår i släktet Geraldia och familjen parasitflugor. Inga underarter finns listade i Catalogue of Life.